# 木下昇
木下 昇（きのした のぼる、1907年〈明治40年〉1月15日 - 没年不詳）は、日本の政治家。初代名和町長。

## 経歴
鳥取県出身。木下鶴吉の養嗣子となった。米子中学校（現・米子東高校）卒業後、農耕に精励する。民生委員、農業会常務理事、農業委員、県郡養蚕連副会長監事、小学校PTA会長、村会議員、鳥取県町村長会副会長等を歴任した。
1950年（昭和25年）11月から1954年（昭和29年）3月まで光徳村長を務めた。その後、合併で発足した名和町長を同年4月から1966年（昭和41年）4月まで務めた。

## 人物
住所は鳥取県西伯郡名和町大字東坪（現・大山町東坪）。

## 家族
木下家
- 養父・鶴吉[1][注 1]
- 妻、長男、三男、次女[1]